# Livarot
Livarot is een plaats en voormalige gemeente in het Franse departement Calvados (regio Normandië). De gemeente telt 2516 inwoners (1999) en maakt deel uit van het arrondissement Lisieux. In 2016 ging de gemeente op in de commune nouvelle Livarot-Pays-d'Auge.
De plaats is bekend door de kaas Livarot die ernaar genoemd is. Livarot is ook de plaats waar op 17 juli 1944 veldmaarschalk Erwin Rommel gewond raakte bij een luchtaanval tijdens de invasie van Normandië.

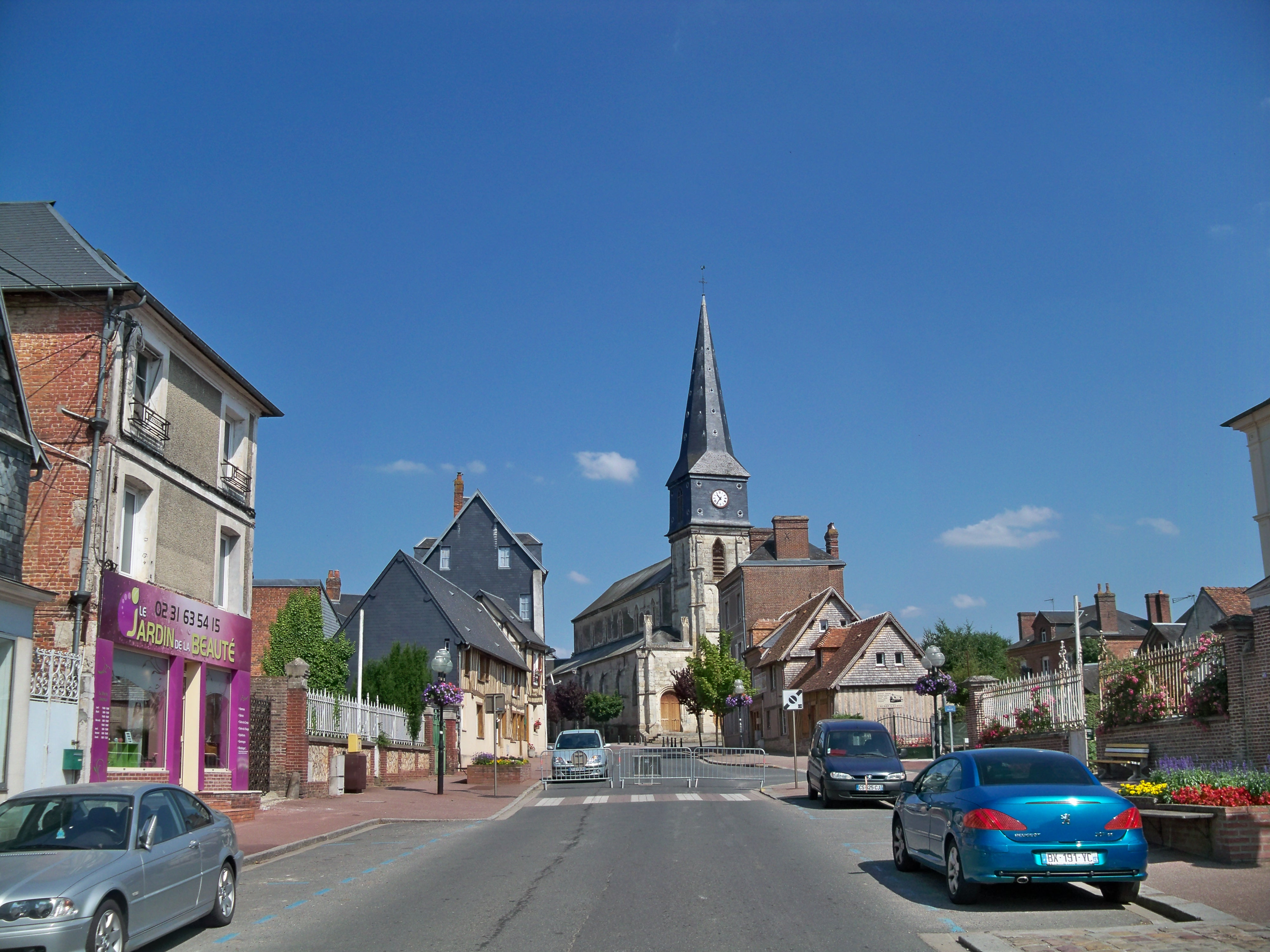
dorpscentrum en de Église Saint-Ouen

## Geografie
De oppervlakte van Livarot bedraagt 12,1 km², de bevolkingsdichtheid is 207,9 inwoners per km².
De onderstaande kaart toont de ligging van Livarot met de belangrijkste infrastructuur en aangrenzende gemeenten.

## Bezienswaardigheden
- De Église Saint-Ouen

## Demografie
Onderstaande figuur toont het verloop van het inwonertal (bron: INSEE-tellingen).
Vanwege een beveiligingsprobleem met de MediaWiki Graph-software is het momenteel niet mogelijk deze grafiek weer te geven. Zodra de software is bijgewerkt zal de grafiek vanzelf weer zichtbaar worden.

## Geboren
- François Lemarchand (1960), wielrenner